# Yoshitaka Amano
Yoshitaka Amano, japanska 天野 喜孝, född 28 juli 1952, är en japansk konstnär som är mest känd för sina illustrationer, bland annat av logotypen, till Final Fantasy-serien.
Yoshitaka Amano ansvarade för att göra konceptillustrationer till Final Fantasy-serien från och med spel ett till sex men avlöstes därefter av Tetsuya Nomura. Dock ritar han fortfarande logotyperna till spelen.
Andra av Amanos arbeten innefattar illustreringen av Hideyuki Kikuchis romanserie Vampire Hunter D. Amano var även karaktärsdesigner för filmen från 1985 baserad på denna romansamling. Han har även designat karaktärerna till filmen Tenshi no tamago (engelska: Angel's Egg) av Mamoru Oshii och till filmen Amon Saga av Shunji Oga.
År 2000 gjorde Amano illustrationerna till den amerikanska författaren Neil Gaimans novell Sandman: The Dream Hunters som vann ett flertal olika priser och nominerades till Hugopriset. Samma år gjorde även Amano karaktärsdesignen till en ny film baserad på Vampire Hunter D kallad Vampire Hunter D: Bloodlust.